# Tony Tran
Tony Tran (* 1987 oder 1988) ist ein vietnamesischer Pokerspieler. Er ist zweifacher Titelträger der World Poker Tour.

## Persönliches
Tran arbeitet als Immobilieninvestor. Er lebt in Philadelphia.

## Pokerkarriere
Seine erste Geldplatzierung bei einem Live-Turnier erzielte Tran Anfang Februar 2011 im Borgata Hotel Casino & Spa in Atlantic City bei einem Event der Variante No Limit Hold’em. Im Oktober 2012 gewann er an gleicher Stelle sein erstes Live-Turnier und sicherte sich eine Siegprämie von knapp 60.000 US-Dollar. Anfang Juli 2015 war er erstmals bei der World Series of Poker im Rio All-Suite Hotel and Casino am Las Vegas Strip erfolgreich und belegte im Main Event den mit knapp 70.000 US-Dollar dotierten 85. Platz. Beim Main Event der World Poker Tour (WPT) in Jacksonville setzte sich Tran Mitte Oktober 2018 gegen 355 andere Spieler durch und erhielt den Hauptpreis von mehr als 340.000 US-Dollar. Im März 2020 gewann er das WPT-Main-Event in Lincoln und sicherte sich seinen zweiten WPT-Titel sowie ein Preisgeld von rund 280.000 US-Dollar. Bei den Wynn Millions im Wynn Las Vegas belegte der Amerikaner im März 2022 den sechsten Rang und erhielt über 300.000 US-Dollar.
Insgesamt hat sich Tran mit Poker bei Live-Turnieren mehr als 2 Millionen US-Dollar erspielt.